# Henry Mellus
Henry Mellus (24 août 1816 – 26 décembre 1860) est un homme politique américain.

## Biographie
Il est le maire de la ville de Los Angeles du 9 mai 1860 au 26 décembre 1860. Il est mort au cours de son mandat, sans avoir fait de testament.
Il était un homme d'affaires.